# Pseudognaphalium rucillense
Pseudognaphalium rucillense là một loài thực vật có hoa trong họ Cúc. Loài này được (Urban ex Moscoso) Anderb. miêu tả khoa học đầu tiên năm 1991.